# Nationales Astronomisches Forschungsinstitut

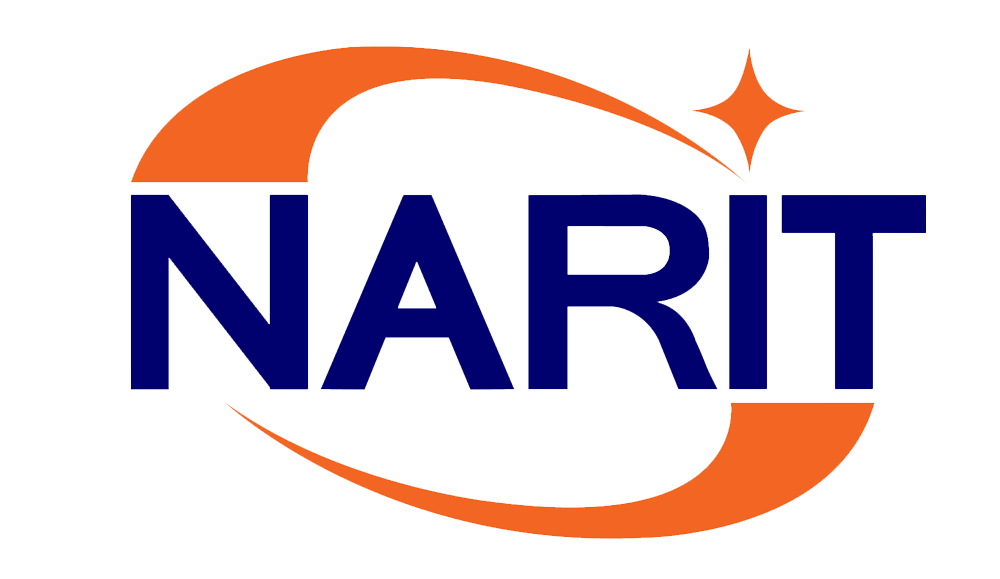
Logo des Nationalen Astronomischen Forschungsinstituts

Das Nationale Astronomische Forschungsinstitut (thailändisch สถาบันวิจัยดาราศาสตร์แห่งชาติ, Aussprache: stʰābạnwitɕʰạj dārāṣ̄ās̄tr̒ h̄æ̀ŋ ʨʰāti), wegen der englischen Bezeichnung National Astronomical Research Institute of Thailand auch unter dem Akronym „NARIT“ bekannt, ist eine dem Ministerium für Höhere Bildung, Wissenschaft, Forschung und Innovation des Königreichs Thailand unterstehende Öffentliche Organisation (องค์การมหาชน).
Der Hauptsitz der Einrichtung befindet sich im Tambon Don Kaeo des Amphoe Mae Rim, Provinz Chiang Mai, ihr Direktor ist seit Sommer 2017 Saran Poshyachinda.

## Geschichte
Das Nationale Astronomische Forschungsinstitut wurde am 20. Juli 2004 per Beschluss des thailändischen Kabinetts als Einrichtung des damaligen Ministeriums für Wissenschaft und Technologie gegründet, am 15. August 2006 trat es als Vertreter Thailands der Internationalen Astronomischen Union bei.
Am 22. Oktober 2008 verabschiedete das Kabinett einen Gesetzentwurf zur Umwandlung des Nationalen Astronomischen Forschungsinstituts in eine Öffentliche Organisation, der am 27. Dezember 2008 mit der Unterschrift von König Bhumibol Adulyadej Rechtskraft erlangte. Die offizielle Statusänderung des Instituts erfolgte mit Wirkung vom 1. Oktober 2009.

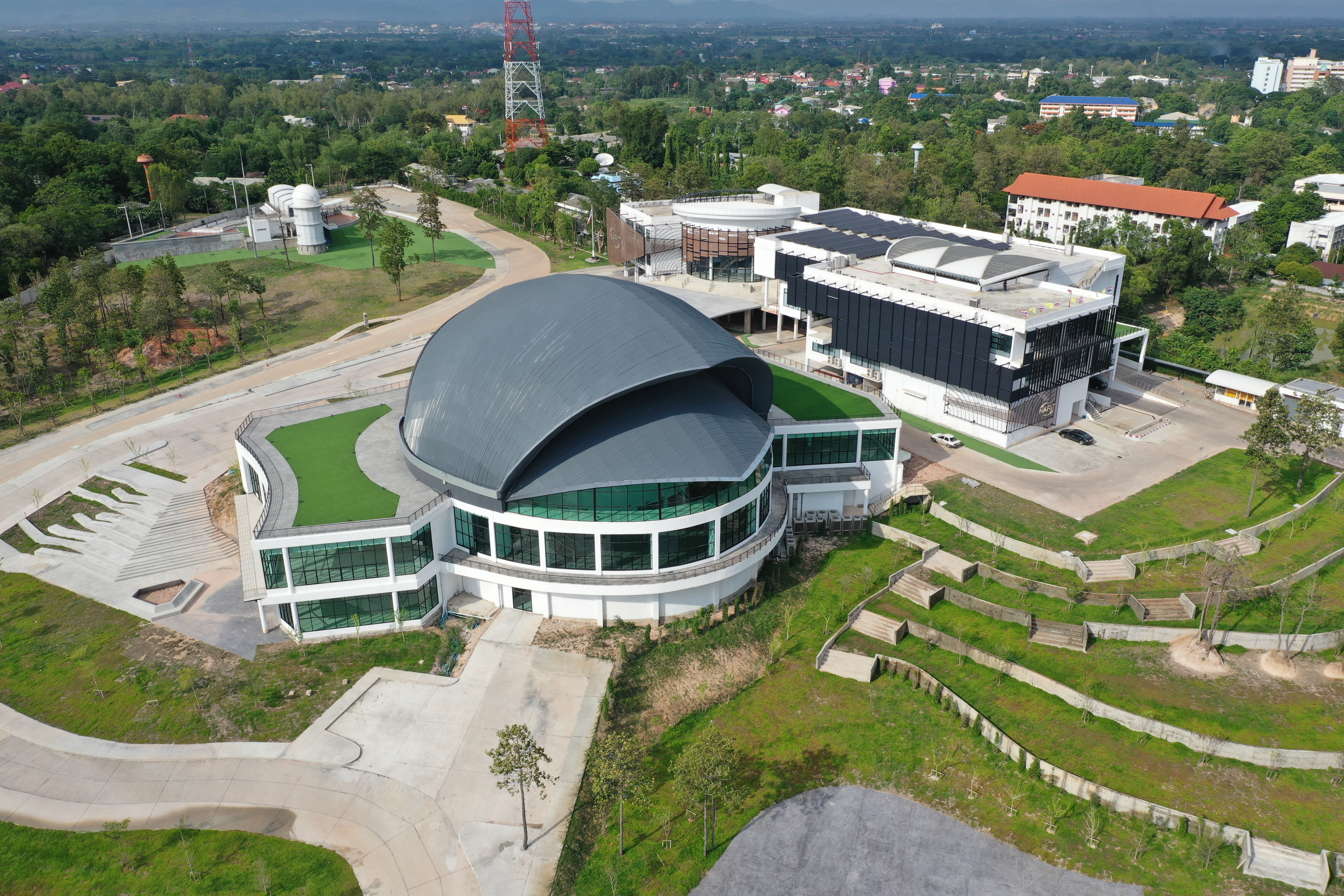
Hauptsitz des NARIT

Der Hauptsitz des Astronomischen Forschungsinstituts befand sich ursprünglich im Tambon Suthep des Amphoe Mueang Chiang Mai. 2012 begann man jedoch im nördlich angrenzenden Amphoe Mae Rim ein neues Hauptquartier zu errichten, den am 4. August 2015 nach Maha Chakri Sirindhorn benannten „AstroPark Prinzessin Sirindhorn“. Nach achtjähriger Bauzeit wurde der 8,64 ha große Komplex am 1. Februar 2020 von der Prinzessin persönlich eröffnet. Die Baukosten betrugen 400 Millionen Baht.
Im Hauptgebäude des AstroParks befinden sich die Büros des Direktors und seiner Stellvertreter, eine Bücherei, das Zentrum für Radioastronomie und astronomische Laboratorien.
In einem weiteren Gebäude befinden sich ein Labor für Mechatronik, wo Steuersysteme für Teleskope entwickelt werden, eine feinmechanische Werkstatt, wo die mechanischen Teile von astronomischen Instrumenten hergestellt werden, ein Labor für Optik, sowie ein Labor für Spiegelbeschichtung, wo die Aluminiumbeschichtung des 2,4-m-Teleskops (siehe unten) alle zwei Jahre erneuert wird und wo als Dienstleistung für die Industrie auch andere Spiegel beschichtet werden können. Außerdem befindet sich auf dem Gelände ein Museum, ein Planetarium mit einer Kuppel von 17 m Durchmesser und Platz für 160 Personen, sowie eine kleine Volkssternwarte.

## Einrichtungen

### Nationales Observatorium Thailands

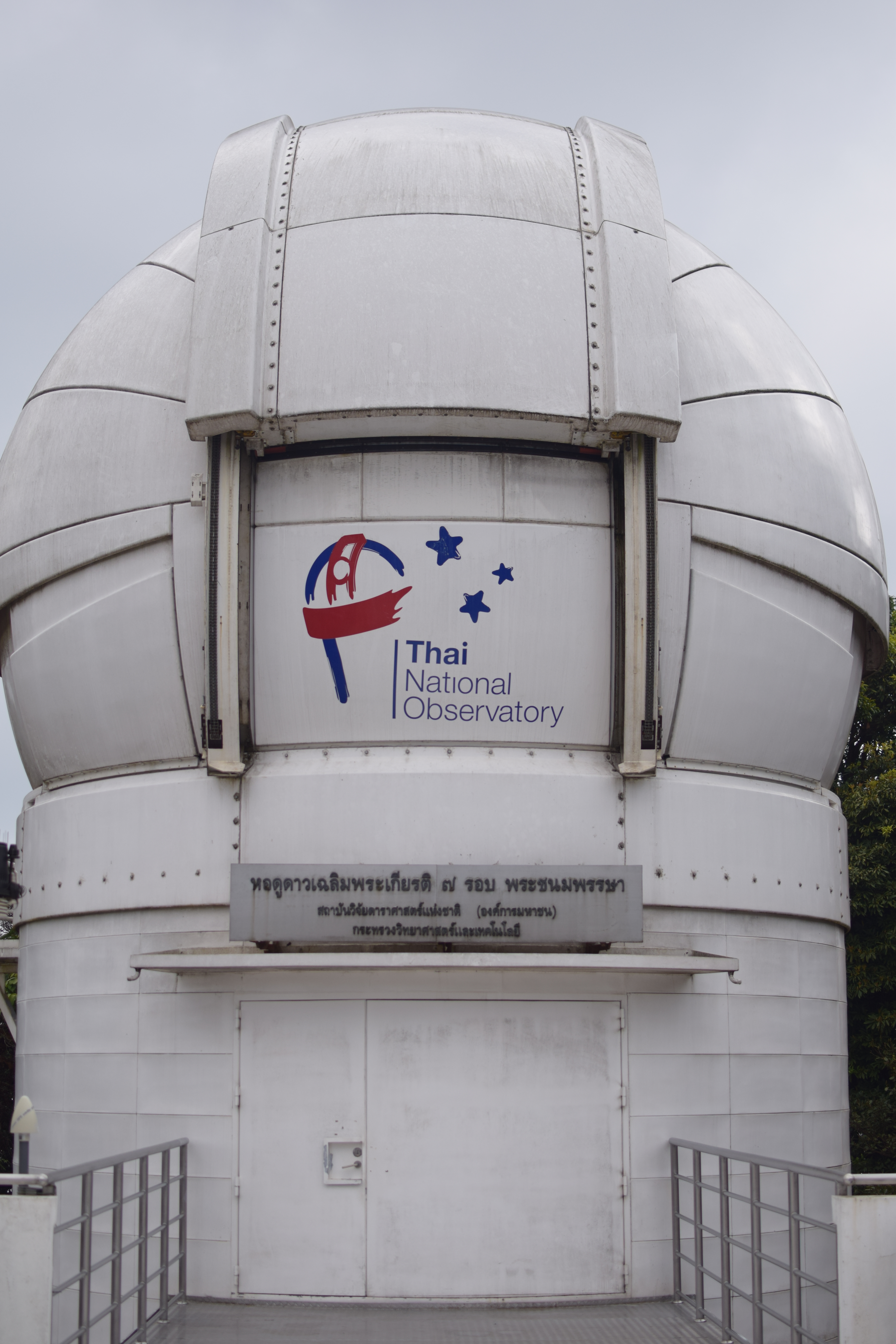
Kuppel des TNT

Im Jahr 2005, kurz nach der Gründung des Nationalen Astronomischen Forschungsinstituts, schlug der Rat der Wissenschaftsdekane Thailands (สภาคณบดีวิทยาศาสตร์แห่งประเทศไทย) dem Ministerium für Wissenschaft und Technologie den Bau eines Observatoriums für optische Astronomie vor. Für die Baukosten waren damals 300 Millionen Baht angesetzt.
Als Standort entschied man sich für eine Stelle bei 18° 34' nördlicher Breite und 98° 28' östlicher Länge nahe dem Gipfel des Doi Inthanon, des höchsten Berges Thailands, auf 2457 m Höhe.
Der Ort befindet sich im Nationalpark Doi Inthanon, weit entfernt von den umliegenden Städten, wodurch er vor Lichtverschmutzung sicher ist. Im Norden Thailands herrscht jedoch Monsunklima mit meist bedecktem Himmel, was bedeutet, dass nur während der winterlichen Trockenzeit zwischen November und Mai astronomische Beobachtungen möglich sind.
Baubeginn für das Observatorium war 2010, der Betrieb wurde vom Ministerium für Wissenschaft und Technologie dem Nationalen Astronomische Forschungsinstitut übertragen.
Das Hauptinstrument des Nationalen Observatoriums Thailands, wegen der englischen Bezeichnung Thai National Telescope auch unter dem Akronym „TNT“ bekannt, ist ein von der Firma Electro-Optical Systems Technologies in Tucson, Arizona, entwickeltes und gebautes Ritchey-Chrétien-Cassegrain-Teleskop mit einem Hauptspiegel von 2,4 m Durchmesser und einer Gesamtbrennweite von 24 m. Anders als bei einem regulären Cassegrain-Teleskop besitzt das Teleskop kein Loch in dem bei LZOS in Lytkarino südlich von Moskau hergestellten und polierten Hauptspiegel, sondern das Licht wird auf zwei seitliche Nasmyth-Foki hinausgelenkt. Für das Teleskop wurde eine Altazimut-Montierung gewählt, es kann um beide Achsen mit einer Geschwindigkeit von 4° pro Sekunde geschwenkt und mit einer Genauigkeit von 3 Winkelsekunden ausgerichtet werden. Das Sichtfeld des Teleskops beträgt 16 Winkelminuten.
Das Teleskop befindet sich unter einer korotierenden Kuppel von 9 m Durchmesser, die innerhalb von zwei Minuten geöffnet werden kann.
2012 war das Nationalteleskop fertig installiert, Anfang 2013 wurde es in Betrieb genommen (first light). Es besitzt vier Schnittstellen mit zwei permanent montierten Kameras und einem Spektrografen. An der vierten Schnittstelle können Astronomen auf Antrag auswechselbare Instrumente montieren lassen.
Unweit des 2,4-m-Teleskops verfügt das Nationale Observatorium auf dem Gelände des Luftraumüberwachungszentrums Doi Inthanon der Thailändischen Luftstreitkräfte auch über ein Cassegrain-Teleskop in Dall-Kirkham-Bauweise der Firma PlaneWave Instruments aus Adrian, Michigan, mit einem Hauptspiegel von 70 cm Durchmesser, einer Apertur von 50 cm und einer Gesamtbrennweite von 3962 mm.
Das CDK24 besitzt ein Sichtfeld von 58 Bogenminuten, es ist mit einem Bildgeber vom Typ Apogee Altra U9000 ausgerüstet, der einen CCD-Sensor mit 3056 × 3056 Pixeln besitzt. Das 0,5-m-Teleskop ist durch eine würfelförmige, verschiebbare Abdeckhaube vor der Witterung geschützt.
Der Hauptzweck des am 23. Dezember 2016 offiziell in Betrieb genommenen Teleskops ist die Suche nach und Überwachung von erdnahen Asteroiden und Kometen, wobei es vom Near-Earth Object Observations Program der NASA unterstützt wird.

### Nationales Radio-Observatorium Thailands

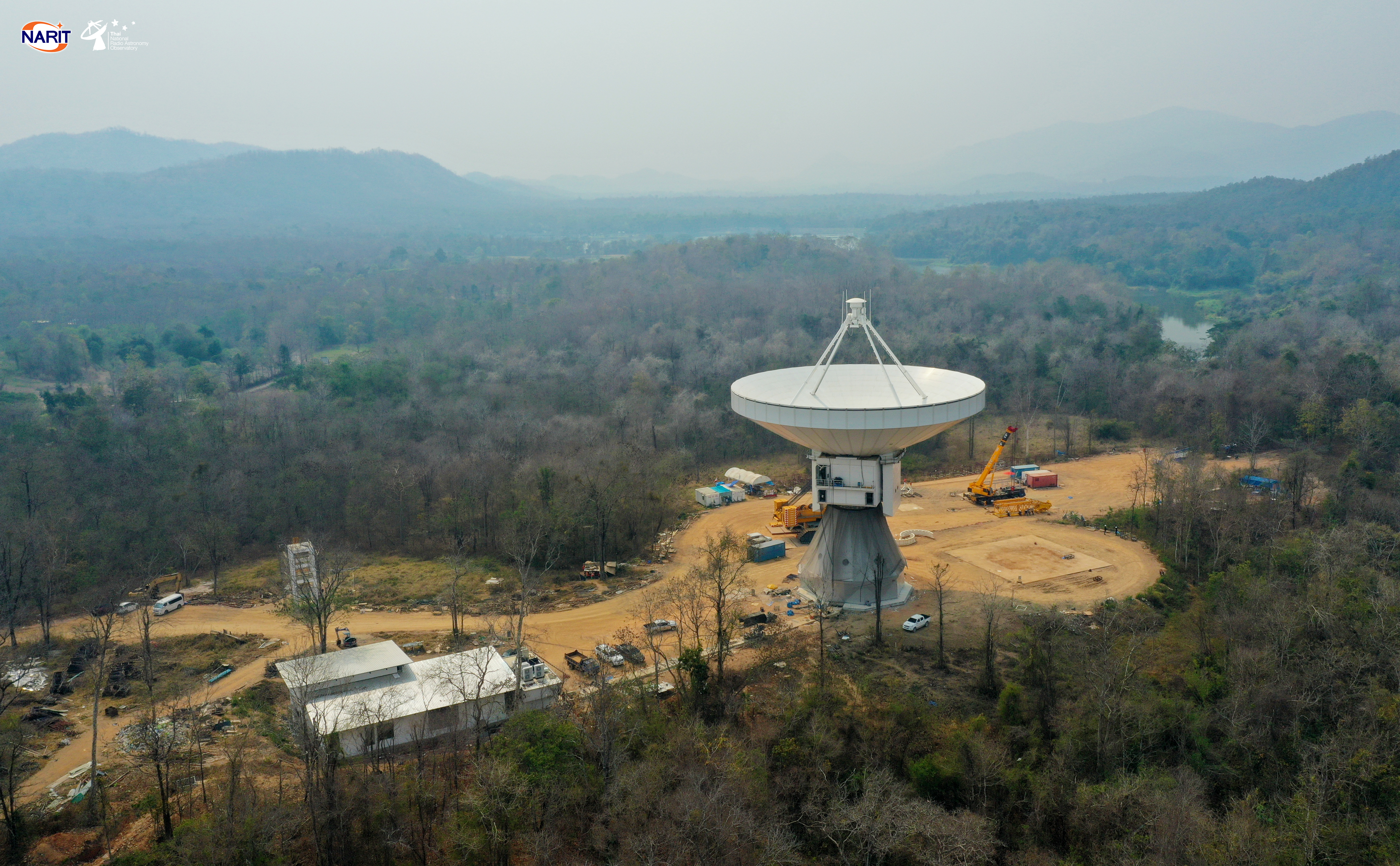
40-m-Radiotelekop (2020)

Nach der Inbetriebnahme des optischen Nationalteleskops 2013 beschloss das Nationale Astronomische Forschungsinstitut den Aufbau eines radioastronomischen Netzwerks mit einem 40-m-Hauptteleskop für die Beobachtung von veränderlichen Objekten wie Pulsaren oder astronomischen Masern („Time-Domain-Astronomie“) sowie einem 13-m-Teleskop für geodätische VLBI im Rahmen des VLBI Global Observing System (VGOS) der NASA.
Auf einem 8 ha großen Gelände etwa 1,7 km südlich des Huai-Hong-Khrai-Speichersees im Tambon Mae Pong des Amphoe Doi Saket, im Osten der Provinz Chiang Mai, fand sich ein Standort, wo sich die elektromagnetischen Störungen durch Mobiltelefonie etc. in Grenzen hielten.
Nachdem Anfang 2017 die Baugenehmigung erteilt worden war, erhielt der Mainzer Antennenbauer MT Mechatronics, eine Tochtergesellschaft von OHB, am 17. März 2017 den Auftrag für die 40-m-Antenne. Das Radioteleskop besitzt eine Turning-Head-Montierung und ist eine verbesserte Version der ebenfalls von MTM gebauten 40-m-Antenne des Yebes-Observatoriums in Spanien.
In der zweiten Februarwoche 2020 wurde die aus 420 einzelnen Blechen bestehende Schüssel auf den 22 m hohen Sockel gehoben, die genaue Einstellung der Reflektorfläche fand in Zusammenarbeit mit dem Yebes-Observatorium statt.
Bei dem Nationalen Radioteleskop Thailands, wegen der englischen Bezeichnung Thai National Radio Telescope auch unter dem Akronym „TNRT“ bekannt, handelt es sich um ein Cassegrain-Teleskop. Im Primärfokus der Antenne befindet sich ein L-Band-Empfänger für den Frequenzbereich 1,0–1,8 GHz. Der Empfangsbereich ist bei einer Wellenlänge von 21,4 cm zentriert, es können Signale mit linearer Polarisation empfangen werden. Über einen Nasmyth-Strahlengang werden die Radiosignale seitlich auf einen bei einer Wellenlänge von 1,36 cm zentrierten K-Band-Empfänger für den Frequenzbereich 18,0–26,5 GHz hinausgeleitet. Dieser Empfänger ist für Signale mit zirkularer Polarisation ausgelegt. Im L-Band hat das Radioteleskop ein Sichtfeld von 22 Winkelminuten, im K-Band 1,4 Winkelminuten. Auf dem Gelände des Nationalen Radio-Observatoriums befinden sich zwar Labors für Empfänger und Elektronik, die Verarbeitung der Signale und Steuerung des Teleskops erfolgt jedoch im Zentrum für Radioastronomie am Hauptsitz des NARIT in Mae Rim.
Am 24. März 2022 empfing das Nationale Radioteleskop erstmals Signale aus dem Weltall, der reguläre Beobachtungsbetrieb wurde Ende 2022 aufgenommen.
Die Antenne ist für Langbasisinterferometrie (VLBI) geeignet und arbeitet auf diesem Gebiet vor allem mit dem Ostasiatischen VLBI-Netzwerk (EAVN) zusammen, wo es mit 19° nördlicher Breite die südlichste Position einnimmt und einen der größten Teleskopabstände innerhalb des Netzwerks ermöglicht. Das Nationale Radioteleskop Thailands ist eines der wenigen Teleskope im EAVN mit einem L-Band-Empfänger und ermöglicht damit auch niederfrequente Langbasisinterferometrie während der Regenzeit (Signale auf dem hochfrequenten K-Band werden durch Wolken stark gedämpft). Die 13-m-Antenne 180 m nordöstlich des Nationalen Radioteleskops befand sich 2023 noch im Bau.
Am 16. Mai 2024 wurden mit dem TNRT in Zusammenarbeit mit dem Radioteleskop Effelsberg die ersten VLBI-Messungen Thailands durchgeführt. Die Technik erfordert eine schwierige, hochgenaue Abstimmung zwischen den weit voneinander entfernten Teleskopen. Das Experiment ist der erste Schritt zur Zusammenarbeit mit anderen Teleskopen in weltweiten VLBI-Netzwerken. Im Frequenzbereich von 1,658 bis 1,674 Gigahertz wurden dabei vier extragalaktische Radiogalaxien und Quasare (OJ287, 3C273, M87 (Virgo A) und J2005+7752) beobachtet. Die Messungen sind Teil einer langjährigen Zusammenarbeit des NARIT mit dem Max-Planck-Institut für Radioastronomie seit 2012.

### Regionale Volkssternwarten

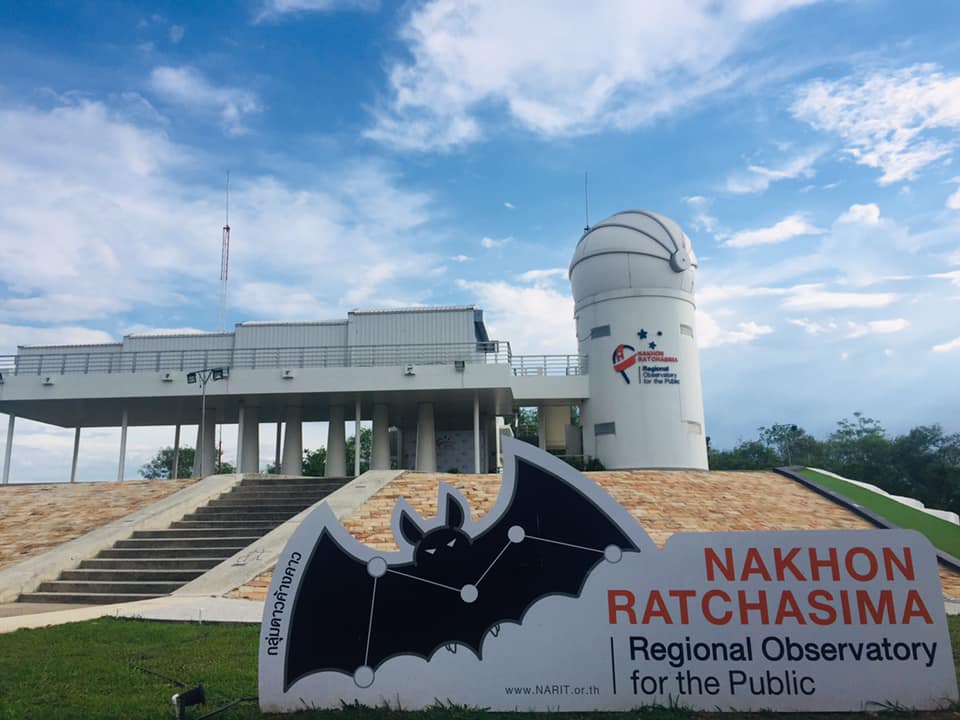
Volkssternwarte Nakhon Ratchasima

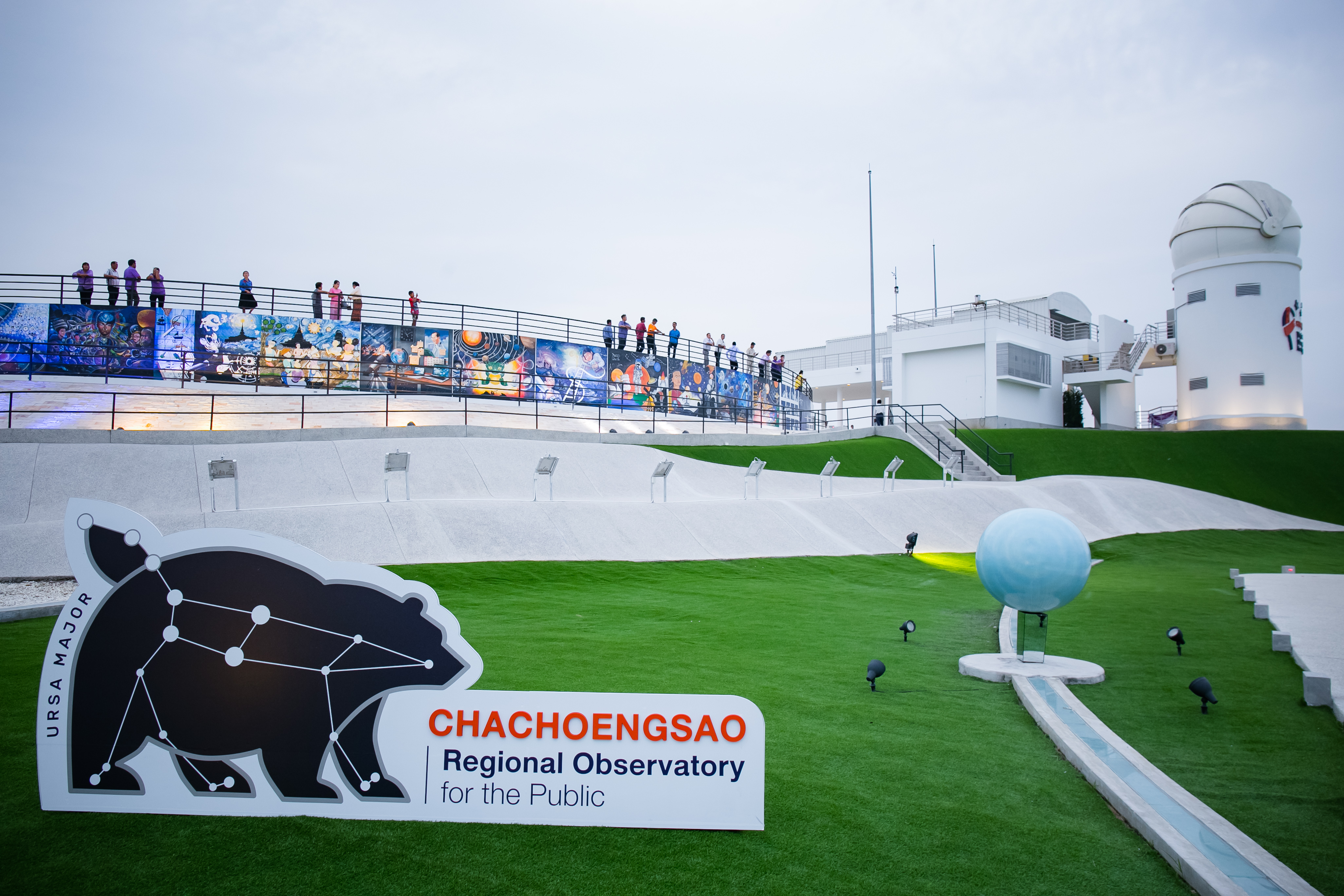
Volkssternwarte Chachoengsao

Am 24. März 2009 wurde das Nationale Astronomische Forschungsinstitut vom thailändischen Kabinett beauftragt, in fünf Provinzen, die die fünf geographischen Zonen (nicht zu verwechseln mit den Fünf Regionen) des Landes repräsentieren, Regionale Volkssternwarten (หอดูดาวภูมิภาคสำหรับประชาชน) einzurichten:
- Nakhon Ratchasima für den unteren Nordosten
- Khon Kaen für den oberen Nordosten
- Chachoengsao für den Osten
- Phitsanulok für den unteren Norden
- Songkhla für den Süden

Das bereits existierende Observatorium der Universität Chiang Mai im oberen Norden des Landes wurde ebenfalls dem Nationalen Astronomischen Forschungsinstitut unterstellt. Die neu zu errichtenden Volkssternwarten sollten alle ein von einer Kuppel geschütztes 0,5-m-Spiegelteleskop mit CCD-Kamera und Spektrograf erhalten, dazu auf einer Beobachtungsplattform einige kleinere, durch eine aus mehreren Segmenten bestehende, verschiebbare Haube geschützte Teleskope, ein Planetarium und Unterrichtsräume.
Neben dem Observatorium der Universität Chiang Mai waren jedoch bis 2023 nur drei Volkssternwarten fertiggestellt:
- Das Regionale Observatorium Nakhon Ratchasima auf dem Gelände der Technischen Universität Suranari in der Provinzhauptstadt Nakhon Ratchasima. Neben einem Planetarium für 50 Personen besitzt dieses Observatorium ein 0,7-m-Spiegelteleskop mit einem vom NARIT zusammen mit der Universität entwickelten Fourier-Transformations-Spektrografen.[12] Das Teleskop ist durch eine Kuppel in Muschelschalen-Bauweise mit 5,5 m Durchmesser vor der Witterung geschützt.[35] In der am 16. November 2014 eröffneten Volkssternwarte Nakhon Ratchasima sind das ganze Jahr über astronomische Beobachtungen möglich.[36][34]
- Das Regionale Observatorium Chachoengsao liegt im Tambon Wang Yen des Amphoe Plaeng Yao im Süden der Provinz; das 5,76 ha große Gelände wurde vom Wang-Yen-Kloster gestiftet. Die am 2. Februar 2018 eröffnete Volkssternwarte Chachoengsao besitzt ebenfalls ein 0,7-m-Spiegelteleskop,[37] auch dort sind das ganze Jahr über astronomische Beobachtungen möglich.[34] Neben dem durch eine Muschelschalen-Kuppel geschützten Hauptteleskop und den kleineren Teleskopen auf der Beobachtungsplattform besitzt die Volkssternwarte auch ein Planetarium und eine kleine Ausstellungshalle zum Thema Astronomie.[37]
- Das Regionale Observatorium Songkhla liegt im Tambon Khao Rup Chang des Amphoe Mueang Songkhla auf einem Hügel zwischen dem Songkhla-See und dem Golf von Thailand. Mit dem 0,7-m-Spiegelteleskop und fünf kleineren Teleskopen besteht von dort eine sehr gute Sicht auf den Südhimmel,[38] jedoch sind an der am 18. Juli 2019 eröffneten Volkssternwarte nur von Januar bis Oktober astronomische Beobachtungen möglich.[34] Neben der Volksbildung – die Einrichtung besitzt auf ihrem 4 ha großen Gelände auch ein Planetarium mit 52 Sitzen – dient das Observatorium auch der islamischen Gemeinde Thailands für Himmelsbeobachtungen zur Festsetzung der religiösen Feiertage.[38]

### Robotisches Teleskop-Netzwerk
Da in Thailand wegen des Monsunklimas astronomische Beobachtungen nur in der Zeit von Oktober bis April zuverlässig möglich sind, begann das Nationale Astronomische Forschungsinstitut ab 2013, in anderen Teilen der Welt kleine ferngesteuerte Spiegelteleskope mit einem Hauptspiegeldurchmesser von 60–70 cm zu installieren. Den Anfang machte ein 60-cm-Teleskop auf dem Gelände des Cerro Tololo Inter-American Observatory in Chile, wo 300 Nächte pro Jahr wolkenlos sind. 2015 folgte ein Spiegelteleskop auf dem Gelände der Beobachtungsstation Lijiang des Astronomischen Observatoriums Yunnan in Südwestchina mit 254 wolkenlosen Nächten pro Jahr.
Im Dezember 2015 installierte das NARIT ein 70-cm-Teleskop bei den Sierra Remote Observatories in Fresno County, Kalifornien, wo in der Sierra Nevada an 290 Tagen pro Jahr ein klarer Himmel herrscht. Zusammen mit den Teleskopen in Thailand und Yunnan ermöglicht dies eine 24-Stunden-Überwachung von astronomischen Objekten. Ein weiteres 70-cm-Teleskop wurde 2016 auf dem Gelände des privaten Springbrook-Observatoriums bei Coonabarabran, New South Wales, unweit des Siding-Spring-Observatoriums installiert. Später kam an diesem Standort noch ein 43-cm-Teleskop dazu, das, von Chiang Mai aus ferngesteuert, für populärwissenschaftliche Aktivitäten dient.